# Grande synagogue de Wiesbaden (1869-1938)
La Grande synagogue de Wiesbaden ou synagogue sur le Michelsberg était la synagogue de la communauté juive libérale de Wiesbaden. Elle a été construite de 1863 à 1869 et détruite par les nazis lors de la nuit de Cristal du 9 au 10 novembre 1938.
Les Juifs orthodoxes avaient leur propre synagogue dans la Friedrichstraße, construite dans les années 1880. Celle-ci a été vandalisée pendant la nuit de Cristal mais pas incendiée pour des raisons de sécurité. Après la Seconde Guerre mondiale, elle servira de synagogue pour la communauté juive survivante de la Shoah avant d'être remplacée par la synagogue actuelle. 

## Histoire des synagogues

### Synagogues duXVIeauXVIIIesiècle
La première mention d'une salle de prière remonte à 1573. Elle est située dans la maison du Juif Joseph, qui vit avec sa famille dans la maison des bains Zum Helm au 1 de la Goldgasse.
La première synagogue se trouve probablement au début du XVIIIe siècle dans la Metzgergasse, temporairement appelée Judengasse (aujourd'hui Wagemannstraße). En 1724, elle est transférée dans les bains publics juifs Zum Rebhuhn (aujourd'hui Spiegelgasse). De 1820 à 1824, un petit lieu de culte est utilisé au 40 Webergasse. Une nouvelle synagogue est ensuite construite, consacrée début 1826 par le rabbin Salomon Herxheimer de Dotzheim, futur rabbin d'État d'Anhalt-Bernbourg.    

### La synagogue de 1826
La synagogue, consacrée le 24 février 1826, est décrite dans un discours prononcé par le conseiller commercial M. Berle devant l'entrée de la nouvelle synagogue de 1869 à l'occasion de la consécration de celle-ci: 
« Après que l'ancienne synagogue eut été construite avec des moyens modestes au début des années 1820 par la communauté juive locale, alors petite et mal dotée, celle-ci fut solennellement consacrée en février 1826 et utilisée pour le culte jusqu'à ce jour. Compte tenu de la croissance significative de la communauté entre-temps et de sa prospérité, renforcée par le travail acharné, l'intelligence et l'énergie, l'idée surgit dès le début des années 1860 de remplacer l'ancienne synagogue, devenue trop exiguë, par un nouveau bâtiment plus grand. »
La synagogue de 1826, située au 43 Schwalbacher Straße, dispose d'environ 200 places.
En 1826, lors du déménagement de la synagogue précédente dans la Webergasse à la nouvelle synagogue dans la Schwalbacher Straße, la communauté émet le souhait de porter le rouleau de la Thorah d'une synagogue à l'autre lors d'un cortège solennel, mais le ministère d'État refuse brutalement la demande : « Les Juifs ne sont absolument pas autorisés à pratiquer un rite public, en ce sens qu'ils ne jouissent pas des droits d'une église, mais sont seulement tolérés dans le silence ».

### Construction de la synagogue sur le Michelsberg

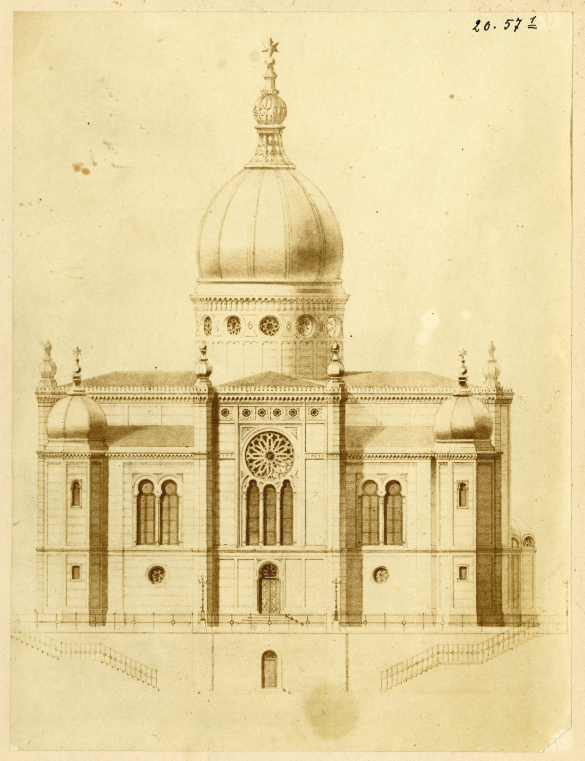
Plan d'architecte: la façade

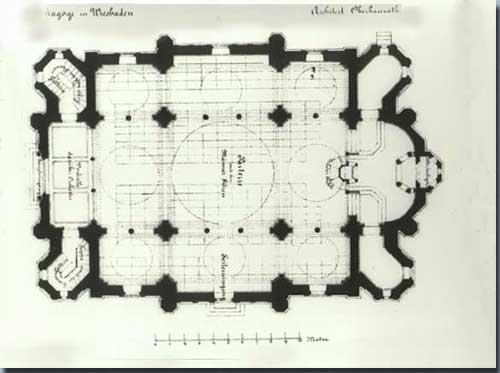
Plan d'architecte: le rez-de-chaussée

En 1863, un riche membre de la communauté fait don d'un terrain pour la construction d'une nouvelle synagogue de tendance libérale. La revue orthodoxe Der Israelit est très critique à l'égard de la communauté juive libérale de Wiesbaden, qu'elle accuse de ne pas être respectueuse des préceptes du judaïsme et en fait retomber la faute sur le rabbin Abraham Geiger, l'un des principaux fondateurs du judaïsme réformé:
« La communauté israélite locale souhaite construire une nouvelle synagogue. Un homme riche vivant près de chez nous a généreusement fait don d'un vaste terrain magnifiquement situé. Pour célébrer cet événement joyeux, un festin solennel composé d'aliments interdits a été organisé dans une auberge chrétienne. Voilà le culte moderne ! Les fruits des graines semées par Geiger il y a 25 ans et soigneusement entretenues depuis, sont maintenant récoltés ici. »
La construction de la nouvelle synagogue débute en octobre 1863. Les plans sont élaborés par Philipp Hoffmann, architecte en chef et architecte d'État du duché de Nassau. Il la conçoit dans un style néo-oriental (mauresque-byzantin). L'édifice, haut de 35 mètres et doté d'une coupole caractéristique, est consacré le 13 août 1869. Il est considéré comme l'un des plus beaux édifices de la ville. La synagogue peut accueillir 358 hommes et 224 femmes. Elle possède un orgue contrairement aux synagogues de tendance orthodoxe.
La cérémonie d'inauguration commence par un office (la prière de Min'ha) dans l'ancienne synagogue de la Schwalbacher Straße. Après une dernière prière, le rabbin Samuel Süskind (1811-1894) retire les rouleaux de la Torah de l'Arche Sainte et les présente aux membres les plus anciens de la communauté. Lors d'une procession solennelle réunissant environ 500 personnes, les rouleaux sont apportés à la nouvelle synagogue, applaudis par une foule immense rassemblée le long du trajet. Devant le portail, l'inspecteur en chef des bâtiments Hoffmann remet la clé de la nouvelle synagogue au président de la communauté (prases), le conseiller commercial M. Berle, qui ouvre ensuite la porte. Pendant l'office d'inauguration, le rabbin Süskind prononce le sermon de consécration devant des membres du clergé de diverses confessions, comme l'évêque protestant Wilhelm Wilhelmi, et des représentants des autorités civiles et militaires. Le lendemain, chabbat 14 août 1869, l'ancien rabbin de la communauté de Wiesbaden, le Dr Abraham Geiger (désormais rabbin à Francfort-sur-le-Main), prononce un autre sermon de célébration.

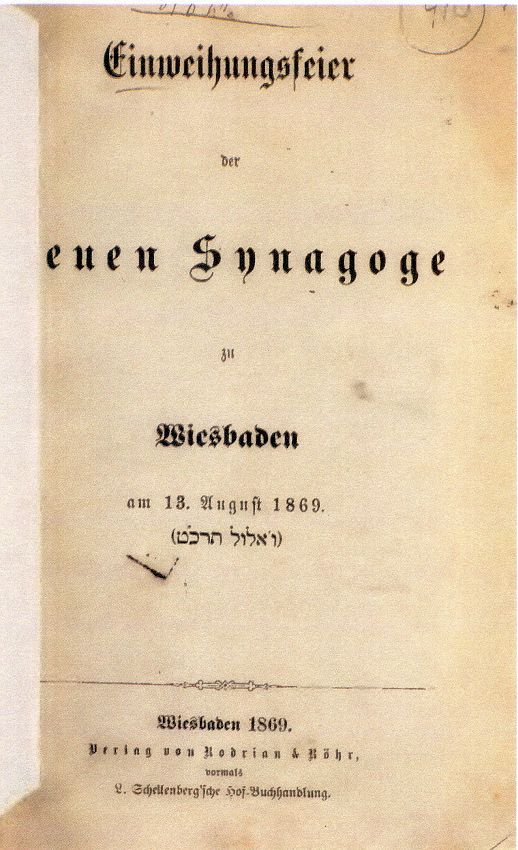
Texte des sermons lors de l'inauguration

Les discours et les prières prononcés lors de la cérémonie d'inauguration, notamment le sermon d'inauguration du rabbin Süskind sont publiés après la cérémonie sous le titre: « Einweihungsfeier der neuen Synagoge zu Wiesbaden am 13. August 1869 (6. Elul 5629) ».
La synagogue est considérée comme une des plus belles d'Europe. Lors d'un concert donné dans la synagogue en 1890 au profit de la caisse de retraite des dignitaires religieux juifs, le journal Allgemeinen Zeitung des Judentums fait un éloge dithyrambique de la synagogue: 
« … lorsque nous sommes entrés dans la magnifique synagogue, nous avons été vraiment frappés par l'impression générale grandiose que ce glorieux temple de Dieu nous a fait, et nous nous sommes demandés avec étonnement comment il était possible que lors de visites répétées à la synagogue avec des inconnus, même pendant la journée, nous n'ayons pas reconnu toute la valeur de cette magnifique maison de Dieu, qui a été construite par l'inspecteur en chef des bâtiments Hofmann et qui est si noble, si belle, si élégante et si artistiquement exécutée jusqu'au plus petit détail qu'elle forme un ensemble harmonieux, comme nous n'en avons jamais vu au monde - nous ne disons pas trop - plus beau… Plus grandes, plus somptueusement opulentes, pourrait-on dire, à Paris, Marseille, etc., mais plus belles nulle part ! Et si Francfort nous surpasse à bien des égards, si son opéra, etc., est le plus beau d'Allemagne, sa synagogue, comme on dit, n'égale pas celle d'ici, véritable joyau d'architecture. Nous invitons tous ceux qui doutent que nos propos soient exagérés à visiter la synagogue vendredi soir, car, paraît-il, elle est illuminée pendant les offices. Vous serez convaincus que dans ce bref compte rendu, qui ne concerne que le concert d'aujourd'hui, nous n'avons pas pu apprécier pleinement ce magnifique monument architectural… »

### Situation
La synagogue est située dans le quartier de Michelsberg à Wiesbaden, en bordure du centre-ville et au nord-ouest du pentagone historique. Le nom « Michelsberg » n'apparaît plus que comme le nom d'une rue dans le paysage urbain actuel.

### Architecture
La synagogue est construite dans le style mauresque-byzantin, d'après les plans de l'architecte Philipp Hoffmann. 
Le plan est en forme de croix grecque avec une aile centrale surélevée qui, contrairement à de nombreuses autres synagogues orientales-byzantines, n'est pas carrée. Les écoinçons entre les bras de la croix, sont plus bas. Des tours sont placées devant, couvertes de dômes légèrement incurvés, divisés par des nervures. Le dôme central, un grand dôme bombé qui s'élève à 35 m de haut, monté sur un tambour et divisé en nervures, rappelle l'architecture moghole de la grande mosquée de Delhi.
Les bras transversaux sont conçus selon le style architectural à deux colonnes, imaginé par Ludwig von Förster à Vienne. Les colonnes se présentent sous la forme de tourelles étroites et basses, surmontées de petites coupoles qui flanquent l'aile centrale aux angles. La rosace au-dessus du portail est encadrée dans un carré, comme dans la Grande synagogue de Budapest. La frise de rosettes sous la corniche du toit et le bandeau crénelé sont également similaires à ceux de la synagogue de Budapest.
La voûte de la synagogue à trois nefs représente un ciel étoilé avec des étoiles dorées sur fond bleu. Les murs sont décorés en bleu, gris, vert et rouge créant une atmosphère sacrée. La lumière qui entre par la coupole centrale confère à l'espace une certaine majesté. Les femmes montent à la tribune, le rabbin à sa chambre et l'organiste à l'orgue par les petites tours de la coupole. Mais les femmes ont aussi la possibilité de s'asseoir en bas avec les hommes. La chaire devant l'abside est en marbre de Nassau. En face se trouve le chandelier à sept branches. Derrière, sous un dais richement décoré, se trouve l'Arche Sainte, le sanctuaire de la Thora. Ses colonnes de marbre soutiennent un toit doré. Une lumière colorée entre par une fenêtre ronde et éclaire le lieu saint. Le baldaquin présente des similitudes avec celui de la nouvelle synagogue de Berlin située dans la Oranienburger Strasse, inaugurée en 1858. Philipp Hoffmann a résolu de manière magistrale le problème de la construction d'un édifice imposant sur un terrain relativement petit.

### La vie de la synagogue
Lors d'une cérémonie dans la synagogue en 1913, en l'honneur du centenaire du régiment local de fusiliers Gersdorff n°80, Dr Adolf Kober, rabbin de Wiesbaden, relate la bravoure des soldats chrétiens et juifs pendant la guerre franco-prussienne de 1870 et dénonce les médisances des antisémites:  
« …le Dr Kober, rabbin de la ville et du district, … a insisté sur l'importance du régiment, notamment sur sa bravoure durant la guerre de 1870, au cours de laquelle chrétiens et juifs, côte à côte, ont sacrifié leur vie pour la patrie. Avec des paroles enflammées, le prédicateur a dénoncé l'infâme affirmation d'infériorité du soldat juif propagée par nos ennemis… »
Au lendemain de la Première Guerre mondiale, selon l'application du traité de Versailles les troupes françaises occupent Wiesbaden qu'elles ne quitteront qu'en 1930.   
Pendant cette période, des offices français ont lieu dans la synagogue pour les soldats juifs des troupes d'occupation. Benas Levy de Berlin décrit dans le journal Allgemeinen Zeitung des Judentums l'office du 2 novembre 1921 pour la commémoration des morts: 

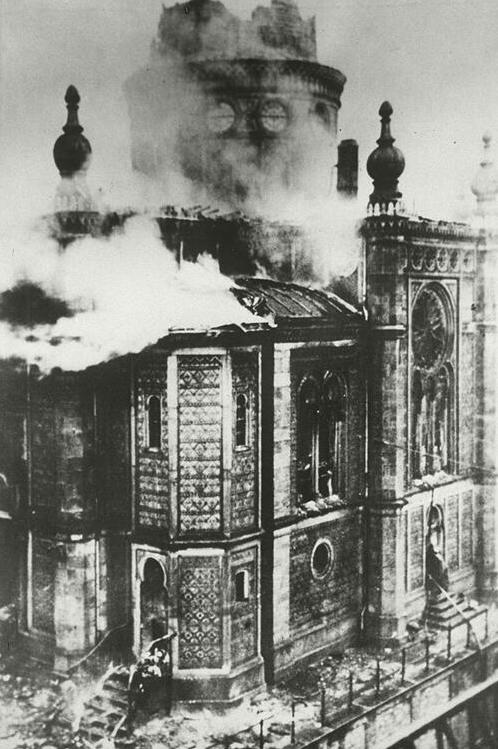
La synagogue en feu lors de la nuit de Cristal

« … mercredi 2 novembre, je me rendais à 8 heures du matin à la magnifique synagogue de Wiesbaden, sur le Michelsberg, pour assister à l'office en français. C'est la Toussaint, et les Français célèbrent cette journée dans toutes les églises et synagogues pour commémorer leurs morts. L'entrée de la synagogue était richement décorée de drapeaux français. À l'intérieur, 25 à 30 drapeaux bleu-blanc-rouge étaient hissés, et même la bimah était recouverte de tissus des mêmes couleurs. Seul le Saint des Saints, d'où pendait le fronton, généralement brodé d'or, est resté vide. Les visiteurs sont arrivés ponctuellement et, à 8 h 30, au début de l'office, la synagogue était pleine à craquer.  À droite étaient assis des centaines d'officiers français en uniforme, majors et généraux aux premiers rangs. À gauche, des civils français, dont trois infirmières de la Croix-Rouge à l'air très digne. Les soldats étaient installés sur les sièges latéraux – un mélange de juifs et de chrétiens. Les soldats marocains, parmi lesquels j'ai découvert beaucoup de profils strictement orientaux – principalement juifs – n'étaient pas venus à la cérémonie. Sans doute parce qu'ils ne célèbrent pas la Toussaint. La synagogue donnait l'impression d'un service militaire en pleine guerre, contrairement à trois années de paix. Seul le fait que la cérémonie soit dédiée aux morts a apaisé notre profonde douleur. Nous pleurons tous ceux qui, sans distinction de foi ou d'origine ethnique, ont donné leur vie pour la patrie.
L'office commença par un prélude à l'orgue ; les sons résonnèrent solennellement dans la maison de Dieu. La chorale de la synagogue entonna Min hamezar, une composition de Halévy. Á la fin des chants, le rabbin militaire français, Justin Schuhl, monta sur la rampe devant l'almemor. Il récita une longue prière aux paroles puissantes en français, puis ouvrit l'Arche Sainte, en sortit un rouleau de la Torah et, le tenant dans ses bras, récita la prière pour les morts. Le rabbin militaire portait une tenue militaire, une casquette et un talit. Le chantre en chef local, Abraham Nussbaum, chanta de sa voix mélodieuse Adonoy moh odom et Moh rav tuvcho, une composition de Goldberg. Tous les assistants furent profondément touchés par ces sonorités profondément émouvantes. Le rabbin militaire remit ensuite le rouleau de la Torah en place, récita la prière du kaddish devant l'arche ouverte, et après un bref postlude à l'orgue, l'office solennel prit fin. Le général remercia le rabbin militaire, lui serra la main et quitta la synagogue… »

### La destruction de la synagogue
Lors de la nuit de Cristal en novembre 1938, la synagogue sur le Michelsberg est incendiée et en grande partie détruite. Des hommes de la SA Standarte 80 ont initialement mis le feu à la synagogue aux premières heures du matin (selon les rapports vers 4 heures du matin) le 10 novembre 1938, en utilisant de la laine de nettoyage imbibée de liquide inflammable. Entre 6 et 7 heures du matin, une autre troupe SA est apparue. Tout ce qui n’avait pas encore été brûlé est brisé à coups de hache. Tout ce qui était inflammable à l'intérieur est empilé en un grand tas, arrosé d'essence et incendié. Le dôme s'effondre lors de l'incendie. En juin 1939, les ruines incendiées sont rasées             
Les fondations sont initialement préservées et servent de réservoir d'eau pour la lutte contre les incendies pendant la Seconde Guerre mondiale. Après la guerre, la zone est transformée en parking pour les employés municipaux. L'agrandissement de la Coulinstrasse dans les années 1950 entraîne finalement la démolition des fondations, supprimant ainsi les derniers vestiges structurels de l'ancienne synagogue.
En 1969, l'ancien site est recouvert d'une passerelle en béton, démolie en 2001 pour des raisons d'urbanisme. Cela permit de marquer en couleur l'emplacement des murs de fondation sur le trottoir de la Coulinstraße. Depuis lors, la circulation automobile passe sur l'emplacement de la salle de prière. 

## Mémorial pour la synagogue détruite
Au début des années 1950, une plaque de bronze représentant l'ancien bâtiment de la synagogue en relief est installée à l'emplacement de la synagogue sur le Michelsberg (aujourd'hui Heinrich-Heine-Anlage). Elle porte l'inscription en allemand:
« Hauptsynagoge am Michelsberg.
Entwurf Herzoglich Nassauischer Landesbaumeister Philipp Hoffmann.
Eingeweiht am 13. August 1869.Zerstört am 9. November 1938.
 'Liebe Deinen Nächsten'.
 (Synagogue principale sur le Michelsberg.
Projet de l'architecte ducal de Nassau Philipp Hoffmann.
Inaugurée le 13 août 1869. Détruite le 9 novembre 1938.
 “Aime ton prochain”) »
En 1987, une autre plaque est ajoutée dans la zone du mémorial de la synagogue avec le texte : 
« Synagoge.
Die Gedenktafel wurde von den Bürgern der Stadt gestiftet.
Gestaltung Professor Werner Schneider, Fachhochschule Wiesbaden.
Idee und Planung Stadtrat Dr. Wolfgang Liese.
Gefertigt von der Glocken- und Kunstgießerei Rincker in Sinn.
1987 Kur- und Verkehrsverein Wiesbaden.
(Synagogue.
 La plaque commémorative a été offerte par les citoyens de la ville.
Conception par le professeur Werner Schneider, école supérieure spécialisée de Wiesbaden.
Idée et planification du conseiller municipal Dr. Wolfgang Liese.
Fabriquée par la fonderie de cloches et d'art Rincker à Sinn.
1987- L'association thermale et l'office de tourisme de Wiesbaden) »

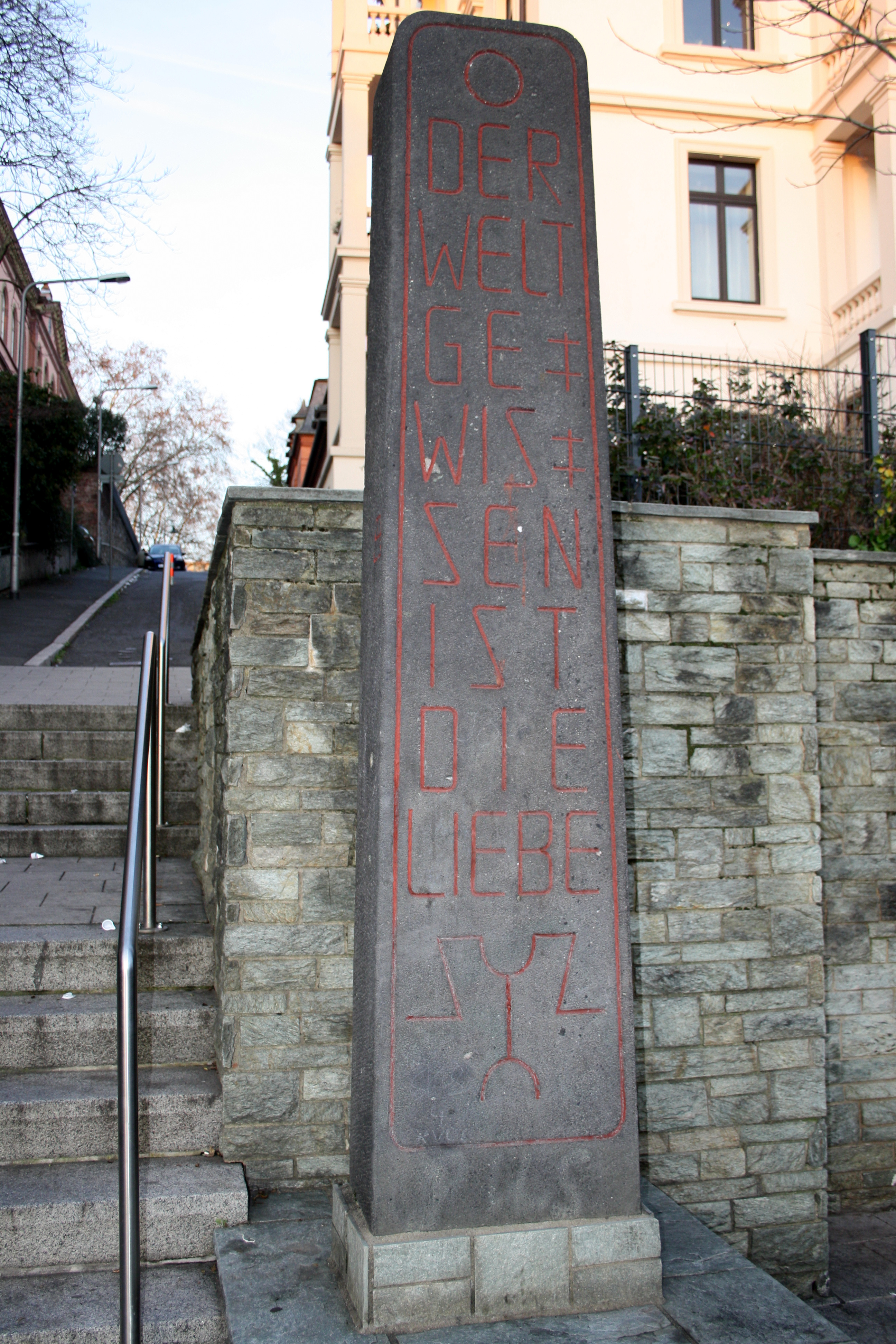
Colonne avec l'inscription: La conscience du monde est l'amour

Ainsi qu'une colonne avec l'inscription Der Welt Gewissen ist die Liebe (La conscience du monde est l'amour) et une autre plaque commémorative avec l'inscription : Zum Gedenken an die Synagoge, die hier bis zum 9.11.1938 stand (En souvenir de la synagogue qui se trouvait ici jusqu'au 9.11.1938).

## Mémorial pour les victimes juives de la Shoah
Un mémorial avec le nom des Juifs de Wiesbaden assassinés par les nazis est installé près de l'emplacement de la synagogue détruite. Depuis le 27 janvier 2011, une cérémonie de  « Commémoration des Noms » remémore les habitants de Wiesbaden assassinés sous le nazisme.
Les diverses initiatives en faveur de la création sur le Michelsberg d’un mémorial pour les Juifs de Wiesbaden assassinés par les nazis, soutenues par la présidente du conseil municipal de l’époque, Angelika Thiels (1941-2009), aboutissent finalement en juin 2005, à une résolution du conseil municipal de Wiesbaden de lancer un concours d’idées aux fins de « commémorer les noms des Juifs de Wiesbaden assassinés par le régime national-socialiste » sur le site de l’ancienne synagogue. La tâche des architectes invités est de soumettre des propositions pour le réaménagement de l’espace aux alentours de l’ancienne synagogue. Le tracé de la très fréquentée Coulinstraße, qui traverse aujourd’hui le site de l’ancienne synagogue, doit être maintenu. C’est l’architecte paysagiste Barbara Willecke, de Berlin, qui remporte le concours.
De nombreuses questions d’aménagement devaient encore être clarifiées, notamment l’ancrage structurel des murs en béton armé de sept mètres de haut sur la pente faisant face à la rue Schulberg, ainsi que l’utilisation d’une pierre naturelle résistante sur la chaussée de la Coulinstraße. Les travaux de construction commencent finalement en avril 2010. La pose solennelle de la première pierre a eu lieu le 21 mai 2010 en présence du bourgmestre Dr. Helmut Müller, du président du conseil municipal Wolfgang Nickel et de Dr Jacob Gutmark, membre du conseil d’administration de la communauté juive, . Le mémorial est officiellement remis aux habitants de Wiesbaden le 27 janvier 2011, journée nationale de commémoration des victimes du nazisme.
La frise portant les noms des victimes juives de la Shoah originaires de Wiesbaden constitue l’élément central du mémorial. Les autres éléments d’importance sont les parois murales qui délimitent tout l’espace du mémorial et marquent le plan et le socle de la synagogue détruite. La partie occidentale de la paroi est divisée par une vitre d’environ 80 centimètres de large sur laquelle est gravée une reconstitution de l’intérieur de la synagogue. Il s’agit d’une œuvre basée sur une esquisse de Heinrich Lessing et réalisée par Nabo Gaß, un artiste de Wiesbaden.
Le ruban des noms mentionne les noms de 1 507 Juifs de Wiesbaden assassinés pendant la Shoah. En 2023, 42 noms supplémentaires ont pu être ajoutés.

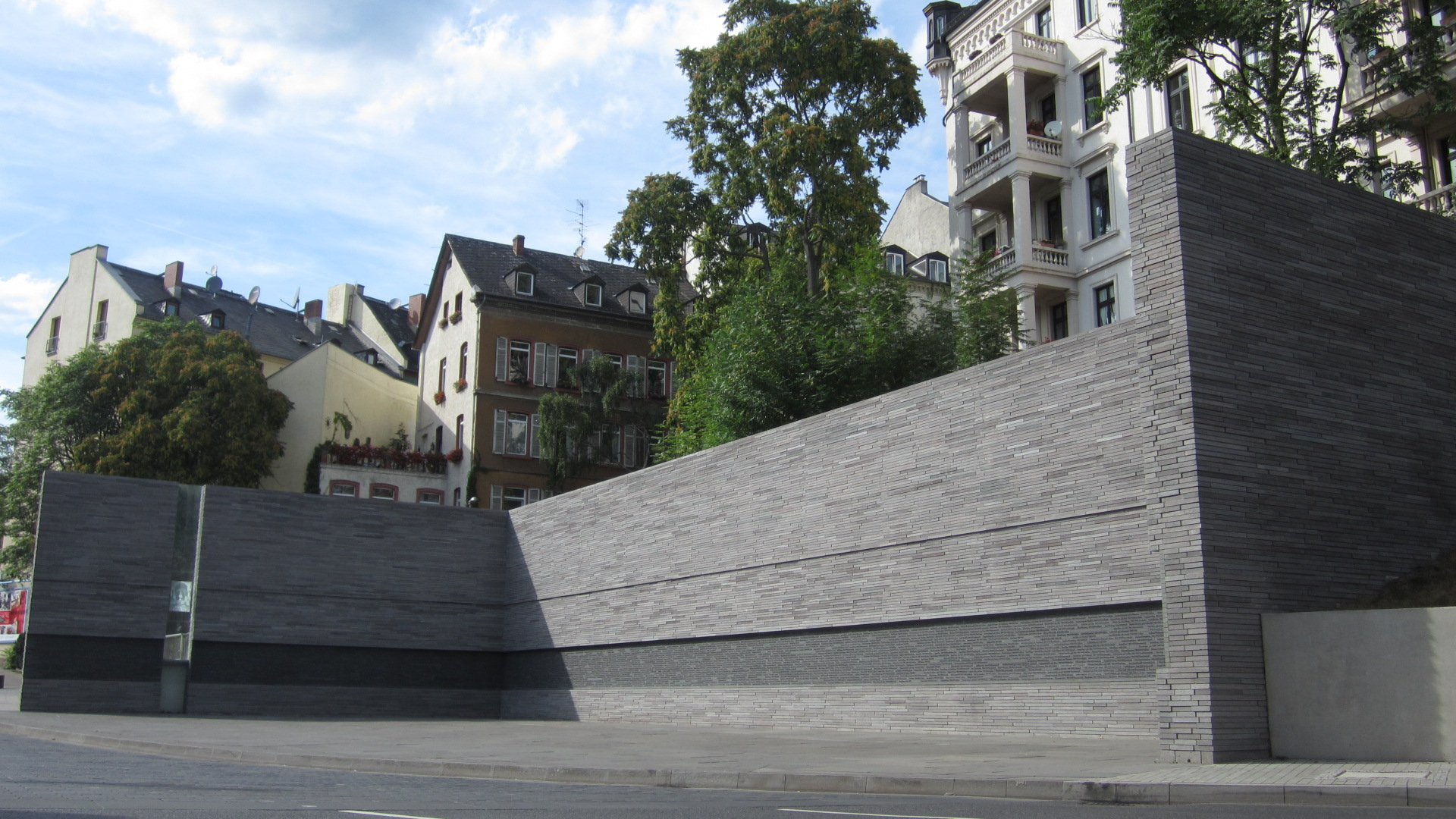
Vue d'ensemble du mémorial
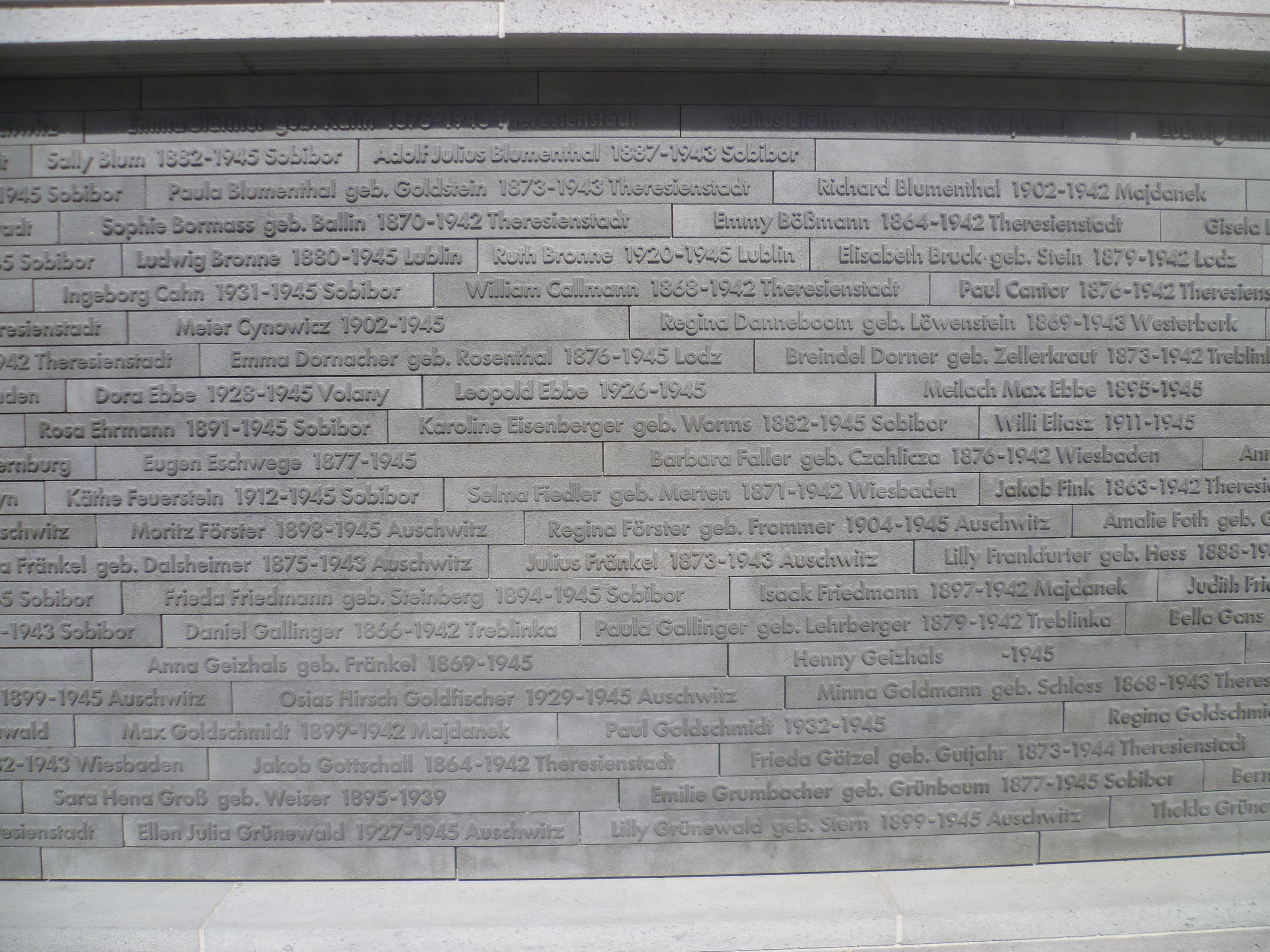
Le mur des noms